# Я больше не ревную
«Я бо́льше не ревну́ю / Бе́да» — сингл Аллы Пугачёвой, выпущенный в СССР фирмой «Мелодия» в 1982 году; релиз был издан в формате твёрдой (стерео) и гибкой (моно) пластинки в преддверии пятого студийного альбома певицы «Как тревожен этот путь». Согласно официальной дискографии Пугачёвой данный релиз является её 12-м синглом.

## О сингле
Заглавная песня «Я больше не ревную», близкая по стилю к диско, написана Аллой Пугачёвой на стихи Осипа Мандельштама и стала третьим обращением певицы к творческому наследию поэта после песен «Ленинград» и «Музыкант» (вышли на миньоне «Вот так случилось, мама» и альбоме «Поднимись над суетой»). В текст песни внесены некоторые изменения по сравнению с оригинальным произведением: в частности, в песню не вошло последнее восьмистишие стихотворения.
На оборотной стороне релиза разместилась песня Владимира Высоцкого «Беда», которая в начале 1980-х годов часто исполнялась Аллой Пугачёвой на сольных концертах, в частности в концертной программе «Монологи певицы». Высоцкий написал «Беду» для своей жены Марины Влади в 1973 году; именно тогда возник замысел их совместного альбома. В 1974 году при участии ансамбля «Мелодия» под управлением Георгия Гараняна этот альбом был записан в одной из московских студий, но не увидел свет по цензурным соображениям. Лишь в 1987 году совместный альбом выпустили в СССР, а годом позже он вышел во Франции. Таким образом, запись Аллы Пугачёвой стала первым широко известным исполнением песни.
Кавер-версию песни «Беда» в 1997 году записала группа «Парк Горького» для трибьюта «Сюрприз от Аллы Пугачёвой», в 2000 году Пугачёва исполняла песню на некоторых сольных концертах, в том числе и на Славянском базаре в Витебске, а в 2013 году на ежегодной премии имени Владимира Высоцкого «Своя колея» её исполнила Ольга Кормухина.
Обе песни, изданные на релизе, вошли в пятый студийный альбом Аллы Пугачёвой «Как тревожен этот путь», который был выпущен в сентябре 1982 года, и в один из компакт-дисков «Коллекции» (CD №3 «И в этом вся моя печаль»).

## Список композиций
Аккомпанемент во всех записях: инструментальный ансамбль «Рецитал», руководитель Александр Юдов
| №                   | Название             | Текст песни         | Музыка              | Длительность |
| ------------------- | -------------------- | ------------------- | ------------------- | ------------ |
| 1.                  | «Я больше не ревную» | Осип Мандельштам    | Алла Пугачёва       | 5:15         |
| Общая длительность: | Общая длительность:  | Общая длительность: | Общая длительность: | 5:15         |

| №                   | Название            | Текст песни         | Музыка              | Длительность |
| ------------------- | ------------------- | ------------------- | ------------------- | ------------ |
| 1.                  | «Беда»              | Владимир Высоцкий   | Владимир Высоцкий   | 5:07         |
| Общая длительность: | Общая длительность: | Общая длительность: | Общая длительность: | 5:07         |

## Участники

### Музыканты
- Вокал — Алла Пугачёва
- Аккомпанирующий состав — группа «Рецитал» под управлением Александра Юдова

### Технический персонал
- Звукорежиссёр — А. Штильман
- Редактор — В. Рыжиков
- Художник — Л. Воробьёв, Б. Соловьёв (только на издании Ленинградского завода[3][4])
- Фотографы — Вячеслав Манешин, Альфред Тульчинский (только на издании Ташкентского завода, на конверте не указан[5][6])

## Заводы-изготовители
Гибкая пластинка:
- Московский опытный завод «Грамзапись»[7][8]
- Тбилисская студия грамзаписи[9][10]

Твёрдая пластинка:
- Апрелевский завод:
  - первый вариант[11][12]
  - второй вариант[13][14]
- Ленинградский завод[3][4]
- Ташкентский завод[5][6]